# Рождённый побеждать (фильм, 1971)
«Рождённый побежда́ть» (англ. Born to Win) — фильм чешского режиссёра Ивана Пассера, снят в Нью-Йорке (США) в 1971 году. Картина на грани чёрной комедии и детектива рассказывает о злоключениях опускающегося наркомана. Это первый фильм Ивана Пассера, эмигрировавшего из Чехословакии после подавления Пражской весны.

## Сюжет
Фильм о парне по кличке Джей Джей, опускающемся наркомане. Время от времени за необходимую дозу героина он выполняет мелкие поручения нарко-дельца и сутенёра Вивиана. Во время доставки очередной партии наркотиков по поручению Вивиана, он попадает в сети двух нечистоплотных полицейских, которые вынуждают его стать информатором. Наркомания Джей-Джея прогрессирует, ещё сильнее увеличивается его презрение к самому себе.

## Актёрский состав
- Джордж Сигал — Джей Джей
- Пола Прентисс — Вероника
- Карен Блэк — Парм
- Гектор Элизондо — Вивиан
- Роберт Де Ниро — Дэнни

## Критика
«Хороший-плохой фильм, замысел которого не всегда срабатывает, но содержит несколько блестящих сцен» Роджер Эберт, «Рождённый побеждать» // Чикаго Сан-Таймс (14 марта 1972 г.)

## Дополнительные факты
- Фильм в прокате разных стран имеет и альтернативные названия, в том числе «Рождённый проигрывать» (англ. Born to Lose) и «Наркоман, рождённый побеждать» (англ. Addict, Born to Win).[2]